# 自動車整備業
自動車整備業（じどうしゃせいびぎょう）とは、自動車が通行支障なく稼働するために、メンテナンスや修理・診断・車検業務を行う業種のことを指す。日本国内においては、大別して次に示す2形態がある。

## 認証工場
運輸局長の認証を取得して自動車の分解整備を事業として経営できる工場であり、自動車の種類によって「普通自動車」「小型自動車」「軽自動車」の3種に区別されており、取り扱い車種と装置により人員・設備・面積が決められている。
1. 人員＝2人以上かつ全工員の1/3以上が自動車整備士の有資格者でなければならず、整備士の中から整備主任者を1人以上選任しなければならない。
2. 面積＝取扱車種により軽自動車整備工場の50.25m2以上から普通自動車整備工場の180.5m2以上までと決められている。（詳細は省略）
3. 設備＝指定された作業機器、テスター等測定機器を用意する必要がある。（種類が多いのでここでは省略する）

- 1997年2月には、特定の装置を専門に整備する「特定部品専門の認証工場制度（専門認証工場）」が創設され、従来の認証工場が分解整備の対象として原動機・動力伝達装置・走行装置・操縦装置・制動装置・緩衝装置・連結装置の7つ全てを整備することを前提としていたのに対し、装置別の専門工場として最低限必要な設備（7装置のうちの単独あるいは組み合わせも可能）と人員（整備主任者と整備工員1人以上）で整備することも可能となっている。

### 第一種認定工場 第二種認定工場
一定の基準を満たした認証工場が申請することにより、地方運輸局より認定される。
第二種認定工場は、第一種認定工場を認定された後に申請できる。

## 指定工場
一般に「民間車検場」と呼ばれ、国の検査場に代わって車検（継続検査、国の検査場で不合格となった継続検査車両の再検査、中古新規検査）を実施して保安基準適合証を交付できる工場であり、以下のように定められており、認証工場の事業範囲を内包する。
1. 第二種認定工場以上の設備・技術・管理組織を有すること。
2. 人員＝自動車検査員1人と整備士1人を含め　整備工員4人以上　なおかつ整備工員の3分の1以上が整備士であること。
3. 設備＝指定された作業機器、テスター等測定機器を用意する必要がある。（種類が多いのでここでは省略）

「特定指定工場制度」＝敷地面積の不足等から検査設備が設置できない認証工場が他の指定工場等の検査設備を共有することで指定を取得できる制度。

## 運営者
自動車販売店に付随する整備工場や、市中にある専業整備工場が一般的であるほか、社内で多数の車両を取り扱うタクシー事業者やバス事業者、トラック事業者が付帯業務として行っている場合がある。
整備工場の認証及び指定は、法人・個人を問わず、要件を満たせば誰でも取得することができるため、自動車整備科をもつ大学、専門学校や高等学校が学校法人として認証を取得しているほか、路線バスを運営する地方公共団体、各都道府県警察、東京消防庁、衆議院、参議院、宮内庁、陸上自衛隊等、組織内で多数の車両を管理・運用する地方公共団体の自家整備工場が認証工場・指定工場となっている。
特に変わったところでは、盛岡少年刑務所等が自動車整備の職業訓練のため認証を取得しており、府中刑務所や名古屋刑務所、神戸刑務所等では検査ライン設備を整えて指定を取得し、刑務作業の一環として市民から持ち込まれた自動車の車検整備を受け付けている。
その他、自動車整備振興会の講習所、自動車メーカーの技術センター、損害保険会社の研修センター等でも認証を取得している。

## 事業廃止・取消
認証工場事業並びに指定工場事業を廃止する場合は、道路運送車両法第81条第2項により、30日以内に工場を管轄している運輸局長へ廃止届を提出しなければならない。道路運送車両法による重大な違反が発覚した場合は、運輸局長より認証工場取消、指定工場取消、一定期間における事業停止の行政処分を受ける。指定工場のみを取り消された場合は認証工場のみ認証されるが、認証工場を取り消された場合や、認証工場・指定工場の両方を取り消された場合は、取り消された工場は自動車分解整備業務を行うことができない。認証工場事業並びに指定工場事業を取り消された工場は、取消日から2年間は申請が不可能となる。